# Audience (Fernsehsender)
Audience Network (kurz nur Audience, bis 1. Juni 2011 The 101 Network, von 1999 bis 2005 Freeview) ist ein US-amerikanischer Fernsehsender, der über Satellit und IPTV ausgestrahlt wird.

## Geschichte
Der Sender wurde als Teil des Unternehmens DirecTV gegründet und ging im Jahr 1999, am 25. November, unter dem Namen Freeview an den Start. Im Jahr 2005 wurde der Sender in The 101 Network umbenannt. Eine erneute Umbenennung erfolgte im Jahr 2011, ab welchem der Sender den Namen Audience Network trägt. Dieser wurde nach der Übernahme DirecTVs durch AT&T in deren Angebot AT&T UVerse übernommen und ist seitdem, neben Satellitenempfang, auch über IPTV verfügbar. Seit 2016 wird der Titel allgemein nur noch auf Audience verkürzt.

## Serien
- Damages – Im Netz der Macht (2010 bis 2012, Staffeln 4 und 5, zuvor 1 bis 3 auf FX Network)
- Rogue (2013 bis 2017)
- Kingdom (2014 bis 2017)
- You Me Her (seit 2016)
- Ice (seit 2016)
- Mr. Mercedes (seit 2017)
- Loudermilk (seit 2017)